# الدائرة الاتحادية لرقابة الاتصالات وتقنية المعلومات والإعلام
الدائرة الاتحادية لرقابة الاتصالات وتقنية المعلومات والإعلام، ((بالروسية: Федеральная служба по надзору в сфере связи, информационных технологий и массовых коммуникаций)‏)  أو الدائرة الاتحادية لرقابة الاتصالات ((بالروسية: Роскомнадзор)‏) هي الوكالة التنفيذية الفيدرالية الروسية المسؤولة عن مراقبة وسائل الإعلام الروسية ومراقبتها. تشمل مسؤوليتها عدة مجالات منها؛ الوسائط الإلكترونية، والاتصالات الجماهيرية، وتكنولوجيا المعلومات والاتصالات، والإشراف على الامتثال للقانون، وحماية سرية البيانات الشخصية التي تتم معالجتها، وتنظيم عمل خدمة الترددات الراديوية.

## تاريخ الدائرة الاتحادية لرقابة الاتصالات وتقنية المعلومات والإعلام
تمت إعادة إنشاء هذه الخدمة الفيدرالية للإشراف في مجال الاتصالات وتكنولوجيا المعلومات ووسائل الاتصال الجماهيري في مايو 2008. القرار رقم 419، «بشأن الخدمة الفيدرالية للإشراف في مجال الاتصالات وتكنولوجيا المعلومات والاتصالات الجماهيرية»، تم اعتماده في 6 فبراير 2008.
في مارس 2007، تم استدعاء صحيفة Kommersant لوزارة الثقافة الروسية للامتثال لأحكام التشريع في وسائل الإعلام والثقافة لحماية التراث (Rosokhrankultura) وعدم ذكر الحزب البلشفي الوطني على صفحاته، حيث تم رفض تسجيل الحزب رسمياً.
في عام 2019 انتقدت وسائل الإعلام اختيار الخدمة للخبراء الذين يقومون بتحليل المنشورات المرجعية لتقييم مدى امتثالها للوائح. يرتبط عدد من الخبراء المعينين من قبل الدائرة الاتحادية لرقابة الاتصالات بحركات علمية زائفة وطائفية، بما في ذلك منكري فيروس نقص المناعة البشرية، والمحافظين المتطرفين، ونشطاء مناهضة التطعيم و«الطب» البديل. حيث قام ثلاثة من هؤلاء الخبراء - آنا فولكوفا وتاتيانا سيمونوفا وإيلينا شابالينا - بتقييم كلمات مغني الراب الشهير إيجور كريد حيث وجدوا «تأثير مطفر» و«تأثير شيطاني» و«حرب نفسية».
في عام 2019 أيضًا، نشرت الدائرة الاتحادية لرقابة الاتصالات أول تكرار لـ «قائمة مصادر المعلومات الذين كانوا في الماضي ينشرون معلومات غير موثوقة» بما في ذلك عدد من مجموعات وسائل التواصل الاجتماعي والمواقع الإعلامية المتهمة في الغالب بالإبلاغ غير الصحيح عن حادثة واحدة في دزيرجينسك في يونيو 2019.
بعد احتجاجات الشوارع في يناير 2021 على مستوى البلاد، غرمت الوكالة سبع شركات للتواصل الاجتماعي لعدم حذفها مقاطع فيديو مؤيدة للبحرية. «الفيسبوك، إينستاجرام، تويتر، تيك توك، فكونتاكتي، أدناكلاسنيكي ويوتيوب، وسوف يتم تغريمهم لعدم الامتثال لمتطلبات منع نشر المكالمات إلى القصر للمشاركة في مسيرات غير مرخص لها»، هذا ما قاله الدائرة الاتحادية لرقابة الاتصالات في بيان نشر على موقعها على الإنترنت.

## مهام الخدمة
الدائرة الاتحادية لرقابة الاتصالات هي هيئة تنفيذية فيدرالية مسؤولة عن الرقابة والرقابة والإشراف في مجال وسائل الإعلام، بما في ذلك الوسائط الإلكترونية والاتصالات الجماهيرية وتكنولوجيا المعلومات ووظائف الاتصالات والمراقبة والإشراف على الامتثال لمتطلبات معالجة البيانات الشخصية لتشريعات الاتحاد الروسي في مجال البيانات الشخصية، ودور تنسيق أنشطة خدمة الترددات الراديوية.
و هي هيئة تنفيذية اتحادية مرخصة لحماية البيانات الشخصية البشرية. وهي أيضًا الهيئة التي تدير مرشحات الرقابة على الإنترنت الروسية.  كما أنها تصمم وتنفذ إجراءات الشبكة الفرعية للإنترنت الروسية المستقلة، مثل جرد الأنظمة المستقلة الروسية، وخوادم جذر DNS البديلة في نظام اسم المجال الوطني الروسي، وتتحكم في اتصال مزودي خدمات الإنترنت المحليين وتبادل الإنترنت.
وتقوم لتحقيق هدف رئيسي وهو توفير الوصول إلى شبكة الإنترنت الفرعية الروسية المستقلة حتى بعد قطع الاتصال أو العزلة عن الإنترنت العالمي (قانون الإنترنت السيادي)

## إجراءات الإنفاذ

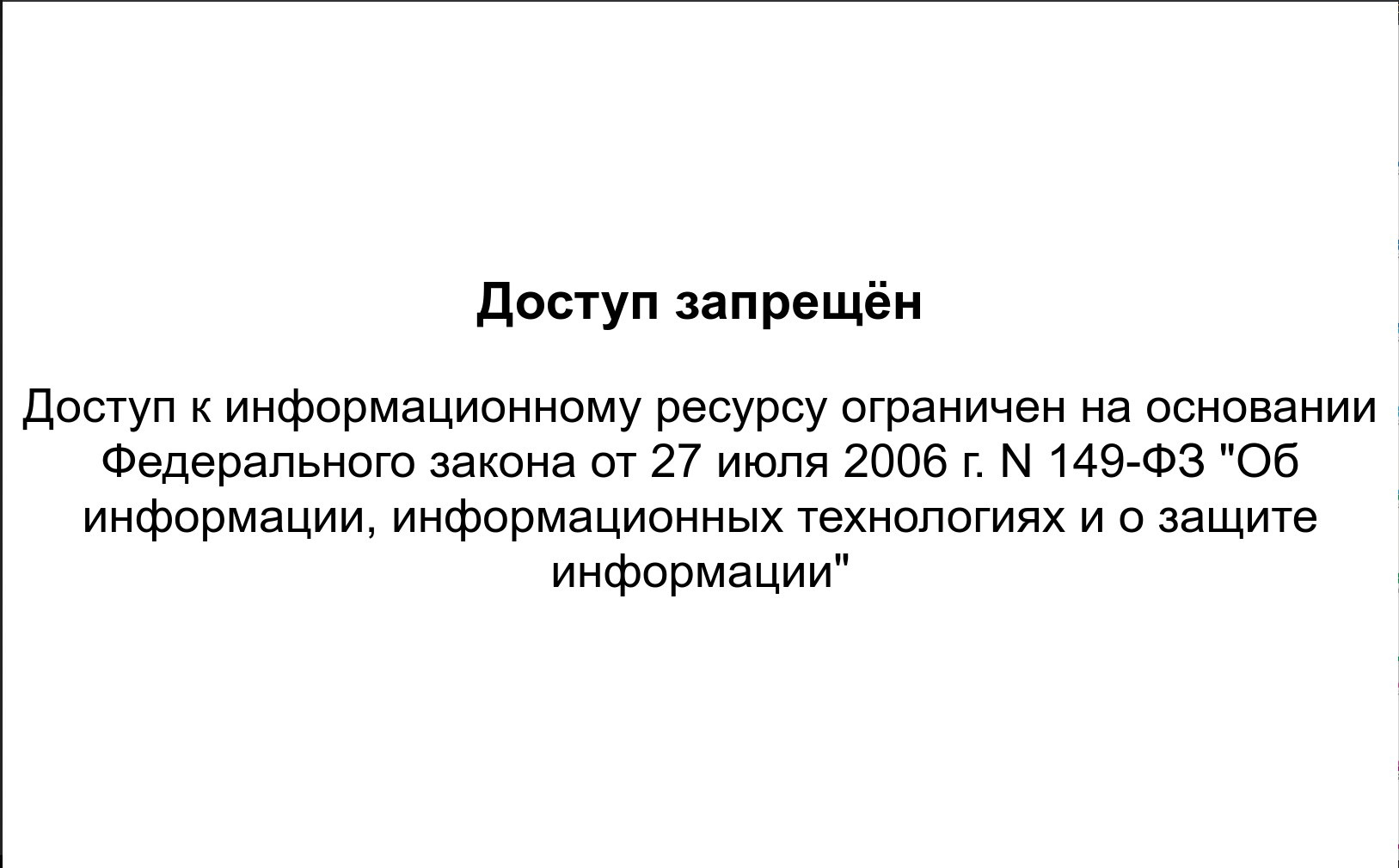
صفحة الموقع المحجوبة.

في 5 أبريل 2013، أكد المتحدث باسم الدائرة الاتحادية لرقابة الاتصالات أن ويكيبيديا قد أُدرجت في القائمة السوداء بسبب مقال «تدخين الحشيش» (Курение каннабиса ) على ويكيبيديا الروسية. في 31 مارس 2013، ذكرت صحيفة نيويورك تايمز أن روسيا بدأت «الحظر الانتقائي للإنترنت».
في عام 2014، أثناء أزمة القرم، كان لدى الدائرة الاتحادية لرقابة الاتصالات عدد من المواقع الإلكترونية التي تنتقد السياسة الروسية في أوكرانيا محجوبة، بما في ذلك مدونة أليكسي نافالني Грани.ру [الإنجليزية] و Kasparov.ru و Грани.ру.
وفي 22 يونيو 2016، خدمات أمازون ويب تمامًا لبضع ساعات بسبب تطبيق البوكر.

### غيت هاب
في أكتوبر 2014، تم حظر غيت هاب لفترة قصيرة. في 2 ديسمبر، تم حظر غيت هاب مرة أخرى بسبب بعض الملاحظات الساخرة التي تصف «طرق الانتحار»،  والتي تسببت في توترات كبيرة بين مطوري البرمجيات الروس. تم رفع الحظر في 4 ديسمبر، وأنشأت غيت هاب صفحة خاصة  مخصصة للقضايا المتعلقة بـ الدائرة الاتحادية لرقابة الاتصالات. كان كل المحتوى ولا يزال متاحًا للشبكات غير الروسية.

### ويكيبيديا الروسية
في 18 أغسطس 2015، مقال في ويكيبيديا الروسية عن الكارات (Чарас (наркотическое вещество) ) باللغة الروسية تم إدراجه في القائمة السوداء من قبل الدائرة الاتحادية لرقابة الاتصالات لاحتوائه على دعاية عن المخدرات. تمت إعادة كتابة المقال بعد ذلك من الصفر باستخدام مواد الأمم المتحدة والكتب المدرسية،
ولكن في 24 أغسطس تم إدراجه في قائمة المواد المحظورة، التي تم إرسالها إلى مزودي خدمات الإنترنت في روسيا. نظرًا لأن ويكيبيديا تستخدم بروتوكول نقل النص التشعبي الآمن لتشفير حركة المرور، فقد تم حظر الموقع بكافة إصداراته اللغوية من ويكيبيديا في روسيا ليلة 25 أغسطس.

### محتوى للبالغين
في سبتمبر 2016، تم حظر مواقع الويب الخاصة بالبالغين بورن هاب يوبورن بواسطة الدائرة الاتحادية لرقابة الاتصالات لاحتوائها على محتوى إباحي للبالغين. وقالت هيئة الرقابة إنهم ليسوا في السوق وأن التركيبة السكانية ليست سلعة.

### ديلي ستورمر
في عام 2017، تم نقل موقع النازيين الجدد ذا ديلي ستورمر لفترة وجيزة إلى نطاق روسي، لكن الدائرة الاتحادية لرقابة الاتصالات تصرف لاحقًا لإزالة وصوله، وتم نقل الموقع لاحقًا إلى الويب المظلم.

### تليجرام
في 16 أبريل 2018، أمرت شركة الدائرة الاتحادية لرقابة الاتصالات مزودي خدمات الإنترنت الروس بحظر الوصول إلى برنامج المراسلة الفورية تيليجرام، حيث رفضت الشركة تسليم مفاتيح التشفير لمحادثات المستخدمين إلى السلطات الروسية. طبقت هيئة مراقبة المعلومات طريقة حظر عناوين IP الجماعية، مما أدى إلى إصابة مزودي الاستضافة الرئيسيين، مثل أمازون، وتعطيل المئات من خدمات الإنترنت الروسية. كان على الدائرة الاتحادية لرقابة الاتصالات التخلي عن هذا النهج، لكنه فشل في تنفيذ أي وسيلة أخرى لمنع المستخدمين الروس من الوصول إلى تيليجرام.
في النهاية، أنشأت الدائرة الاتحادية لرقابة الاتصالات والهياكل الحكومية الأخرى قنواتها الخاصة في التطبيق «المحظور». في منتصف عام 2020، تخلى الدائرة الاتحادية لرقابة الاتصالات رسميًا عن محاولة حظر تيليجرام.

### تويتر
في 10 مارس 2021، بدأت الدائرة الاتحادية لرقابة الاتصالات في «إبطاء» تويتر للمستخدمين في روسيا، ويعود هذا القرار إلى فشل النظام الأساسي في إزالة المحتوى غير القانوني. هذا الإجراء تسبب في توقف المواقع الإلكترونية الروسية الرئيسية، بما في ذلك الدائرة الاتحادية لرقابة الاتصالات نفسها، عن العمل. كما أدى إلى حدوث أعطال في الخدمات التجارية الكبرى، مثل شركة كيوي للمدفوعات، ومنع بعض المستخدمين من الوصول إلى يانديكس وجوجل ويوتيوب. بالإضافة إلى ذلك، إلى جانب تويتر، خنق الدائرة الاتحادية لرقابة الاتصالات الوصول إلى العديد من مواقع الويب بأسماء نطاقات تنتهي بـ "t.co"، وهو أحد نطاقات تويتر، ويصل إلى ما لا يقل عن 48 ألف مضيف. أثر ذلك على غيت هاب آر تي (شبكة تلفاز) ريديت مايكروسوفت وجوجل دروبوكس ستيم وغيرها.

## روابط خارجية
- الموقع الرسمي
 باللغة الإنجليزية
- الموقع الرسمي
 باللغة الروسية